# Mort de Steve Maia Caniço
Pour la commune portugaise, voir Caniço.
L'affaire Steve Maia Caniço est une affaire judiciaire française liée à la disparition puis à la mort de Steve Maia Caniço.
Cet homme de 24 ans est porté disparu à Nantes dans la nuit du 21 au 22 juin 2019, jour de la Fête de la musique. Sa disparition coïncide avec une intervention policière ayant eu lieu sur un quai d'une île de la Loire où la fête s'était prolongée au-delà de la limite autorisée de 4 heures du matin. D'après des témoins, Steve Maia Caniço était présent à cette fête. Des rassemblements sont organisés afin d’obtenir « justice pour Steve ». L'affaire connaît un retentissement important dans un contexte marqué par des violences policières. Le corps de Steve Maia Caniço est retrouvé dans la Loire plus d'un mois après les faits.
D’après des participants à la fête et des secouristes présents, l’intervention non justifiée des policiers a provoqué une panique ayant conduit à la chute de plusieurs personnes dans la Loire. Au contraire, selon les représentants de la police et le rapport de l'IGPN, les participants à la fête ont agressé les policiers, qui ont alors répondu de façon proportionnée notamment par l'utilisation de gaz lacrymogènes, et il n'est pas possible d'établir un lien direct entre l'intervention policière et la disparition de Steve Maia Caniço.
L'enquête, dépaysée à Rennes dès septembre 2019, établit en juin 2021 que Steve Maia Caniço est effectivement tombé dans la Loire « dans le temps de l’intervention de la police ». À partir de juillet 2021, sont mis en examen le commissaire divisionnaire chargé du dispositif policier au moment de la chute, l’ancien directeur de cabinet du préfet, et l’ancien préfet de Loire-Atlantique. La maire de Nantes, la ville et la métropole sont placées sous le statut de témoin assisté. En septembre 2024, le commissaire Grégoire Chassaing est relaxé. Les autres mis en examen et les témoins assistés bénéficient d'un non lieu.

## Contexte
Les faits se sont déroulés le long du quai Président-Wilson, sur l'île de Nantes, en Loire-Atlantique, dans la nuit du 21 au 22 juin 2019, lors de la célébration de la Fête de la musique par un groupe de personnes, situé sur ce lieu, la police nationale étant intervenue de façon concomitante, à ce même endroit.

### Sécurisation du site
Dans son rapport, l’Inspection générale de la Police nationale pointe un défaut de sécurisation des abords de la Loire, dû selon elle à une défaillance des autorités municipales. Il est notamment écrit dans le rapport : 
« La ville n’avait mandaté que deux agents d’une société privée de sécurité afin d’empêcher la foule attirée par les sound systems de tomber dans le fleuve proche, alors même qu’ils étaient censés placer ces systèmes le long du quai Wilson. Elle a fait positionner des barriérages le long d’une partie seulement du quai Wilson, alors que les sound systems ont été installés jusqu’au bout du quai (en direction du pont des Trois Continents) ce qui a généré un risque pour le public. »

Le maire adjoint à la sécurité de la ville de Nantes, Gilles Nicolas, répond à ces accusations : 
«  Quand il y a mort d’homme, il faut être précis, or j’ai le sentiment que dans ce rapport on procède par approximations. Premièrement, la mairie n’a délivré aucune autorisation quant à l’installation des sound systems, qui s’implantent historiquement au quai Wilson et sans barriérage. Deuxièmement, le quai Wilson étant une propriété du port autonome (et donc de l’État), sa sécurisation relève des pouvoirs de police du préfet. Et, enfin, nos agents de sécurité étaient là pour assurer la liaison avec le poste de secours situé, lui, sur un terrain communal. »
Selon France Info, le rapport de l'IGPN « reconnaît [...] que c'est le fait d'avoir fait éteindre les neuf premiers sound systems qui a entraîné « un déplacement des fêtards vers le dernier de ces points d'émission de musique situé au bout du quai, en zone non couverte par des barriérages » ».
Pascal Freneau, secrétaire général du grand port maritime de Nantes-Saint-Nazaire, explique l'absence de protection sur la majeure partie est du quai Wilson long de 920 m sur la section en aval du pont des Trois-Continents par le fait que celui-ci accueille toujours une activité maritime, fluviale ou portuaire certes peu fréquente, mais limité aux petites unités (comme les paquebots de croisières à faible tonnage faisant épisodiquement escale à Nantes). L'installation de parapets n'est pas envisageable dans l'immédiat car il empêcherait de poursuivre cette activité,. En réalité, la préfecture n'accorde plus d'autorisation d'accostage pour les navires de croisière sur ce site depuis plusieurs années, justement pour des raisons « de sûreté et de sécurité ».

### Précédents
Depuis le réaménagement de la partie ouest de l'Ile de Nantes à la fin des années 2000, il y a régulièrement des chutes dans la Loire. Dans la soirée du 19 au 20 janvier 2017, un étudiant chute accidentellement du quai Wilson, le même que Steve, et en octobre de la même année, un autre étudiant chute dans la Loire à la sortie d'une discothèque. Ce drame a mis en lumière la faiblesse de la sécurité, notamment le faible nombre de bouées : un témoin assistant à la scène ayant dû parcourir plusieurs centaines de mètres pour en trouver une.
Dans des conditions très proches, soit deux ans auparavant, le jour de la Fête de la musique 2017, sur le même quai Wilson, une intervention policière avait abouti à la chute de deux personnes dans la Loire. Les policiers nantais avaient alors opté pour « un repli tactique », sous la direction du même commissaire (Grégoire Chassaing) impliqué dans l'affaire de 2019. À la suite de cela, la foule s'était dispersée lentement. Un compte-rendu d’opérations de police datant du 22 juin 2017 avait été rédigé et transmis à la préfecture ainsi qu’à la Direction centrale de la Sécurité publique (DCSP).

Un agent de sécurité publique ayant participé à des opérations dans le cadre des fêtes de la musique précise que les années précédentes, il « n’était pas question de rétablissement de l’ordre, mais de sécurisation ». Cette personne a, en outre, déclaré : 
«  Notre but est de protéger les jeunes, pas de les mettre en danger. D’ailleurs, il y a cinq ans de cela, lorsque j’étais sur le dispositif, comme nous savions que les berges n’étaient pas protégées et qu’ils étaient en état d’ébriété, nous attendions qu’ils s’épuisent d’eux-mêmes. Et vers 6, 7 heures du matin, ils arrêtaient. Ils ne dérangeaient personne puisqu’il n’y a pas d’habitation autour. Cette année, il ne fallait pas intervenir ou alors il fallait leur trouver un autre lieu de fête. »
Selon un membre du collectif L'Assemblée des blessé.e.s, qui recense le nombre de victimes de tirs de lanceur de balles de défense (LBD), « depuis douze ans [2007], la répression s’est considérablement accrue » et s'est même « enracinée » à Nantes.

## Déroulement des faits
Selon un reportage effectué conjointement par l'AFP et le journal Le Monde, le soir même de la Fête de la musique, comme chaque année à l'occasion de cette animation, une dizaine de murs d’enceintes diffusant de la musique (dénommés sound systems) avaient été installés sur le quai. Cette année, la tolérance des autorités était fixée jusqu’à 4 heures du matin. Durant la nuit, le rassemblement a été estimé à plus de 2 000 personnes.
Steve Maia Caniço, un homme de 24 ans, amateur de musique techno, était présent à cette fête. À 3 heures du matin, il envoie trois derniers textos à ses amis : « Je suis trop fatigué j'ai besoin d'aide ^^ », « Moi je suis au mur assis là où il y a le drapeau de Bretagne », puis « On peut se retrouver ou quoi STP »,,.

### Interventions des forces de l'ordre
Selon le rapport de l'IGPN, à l’heure fixée par les autorités, soit 4 h du matin, une vingtaine de policiers de la compagnie départementale d'intervention (CDI ou SDI) et de la Brigade anti-criminalité (BAC) sont dépêchés sur les lieux afin de mettre fin aux festivités. Neuf sound systems coupent le son mais un autre, situé en bordure du quai, à un endroit sans parapet, refuse. Après 15 minutes de discussion, ils finissent par s'exécuter et les policiers se replient. Selon le rapport de l'IGPN, à 4 h 15, « les deux derniers DJ appellent à se rassembler et à s’opposer à l’arrêt de la musique ». Ils éteignent le son une première fois, et c'est à 4 h 20 que les policiers se retirent. Toutefois, peu de temps après, la musique reprend avec la chanson Porcherie de Bérurier Noir. Les policiers reviennent dès lors sur les lieux.
Selon la police, les policiers auraient subi des jets de projectiles en tous genres ainsi que des coups, selon les déclarations de Johann Mougenot, directeur de cabinet du préfet de Loire-Atlantique. Leur action qui s'est ensuivie aurait donc été en riposte. Selon les fêtards, ce sont les policiers qui ont lancé les hostilités avec des tirs de grenades lacrymogènes. D'après Le Figaro, la police affirme qu'il n'y a eu « aucune charge » des forces de l'ordre. D'après Libération, le rapport de l'IGPN indique que la police n'est pas intervenue pour disperser les fêtards : elle s'est contentée de répondre à des jets de projectiles. Néanmoins, au vu des vidéos disponibles de l'événement, Libération affirme que la version de la police est fausse : « L’avancée des policiers, en ligne, à partir de 4 h 31, casqués et armés, ne laisse pas de place au doute : contrairement à ce qui est affirmé depuis par les autorités - elles auraient répliqué à des jets de projectiles -, il s’agit bien d’une charge préparée, qui a pour but de disperser le rassemblement festif ». Cependant, le journal reconnaît aussi qu'il est « impossible, pour l’heure, de savoir avec certitude si [les lacrymos] ont été envoyées en réponse à un ou des jets de projectiles de la part des fêtards comme l’affirment les autorités ou si elles les ont devancés, ce qu’assurent tous les témoins à qui nous avons parlé ». Un cadre de l'IGPN déclare à l'AFP qu'une charge, « c’est une avancée en rang avec des policiers très proches et des boucliers » et que, à Nantes, c’était « une avancée avec une possibilité pour les gens de passer sur le côté puisqu’on a même des images de personnes filmant les policiers de dos ».
Le rapport de l'IGPN décrit plusieurs phases :
- À 4 h 20, « la musique reprend beaucoup plus forte et des jets de projectiles commencent à voler sur des policiers pas équipés, qui n’avaient pas de casque ».
- À 4 h 30, après s’être équipés, les policiers reprennent leur position.
- À 4 h 37, ils répliquent aux jets de cailloux et bouteilles. Ils ont en face d’eux « 200 personnes », selon le cadre de l’IGPN. Les policiers utilisent trente-trois grenades lacrymogènes lancées à la main, douze tirs de lanceur de balles de défense, dix grenades de désencerclement[19].

Selon Libération, « durant plus de vingt et une minutes », les policiers utilisent « continuellement des grenades lacrymogènes en direction du fleuve ». Ils utilisent aussi des tasers et leurs matraques, et un maître-chien est vu à 4 h 31.
Selon le rapport de l'IGPN, la police n'a pas chargé la foule et personne n’est tombé à l’eau à cause de l’opération : « aucun élément ne permet d’établir que les forces de police ont procédé à un quelconque bond offensif ou à une manœuvre s’assimilant à une charge qui aurait eu pour conséquence de repousser les participants à la fête vers la Loire »[réf. souhaitée]. Selon les témoignages recueillis par la presse, les policiers ont chargé et l’opération a provoqué un mouvement de panique, entraînant la chute de plusieurs personnes dans les eaux de la Loire. D'après L'Obs, un syndicat de police affirme qu'une charge des policiers a bien eu lieu, et L'Obs, analysant les images obtenues par Libération, estime qu'une dizaine de policiers a avancé vers la foule à partir de 4 h 32, puis que la majorité des policiers se sont arrêtés d'avancer à 4 h 34.
Pendant toute l'opération, des fêtards alertent les forces de police de la proximité avec la Loire puis, très vite, les alertent aussi qu’il y a eu des chutes de plusieurs d'entre eux dans l’eau, et qu'une personne est en train de se noyer. Selon le rapport de l'IGPN, entre 4 h 36 et 4 h 39, plusieurs appels d'urgence signalent des personnes tombées dans la Loire,.
D'après L'Obs, malgré les avertissements, les policiers continuent d'envoyer du lacrymogène. Des projectiles sont également lancés par les fêtards en direction des forces de police durant cette séquence. France Info, analysant le rapport de l'IGPN, affirme qu'à partir de 4 h 37, après les premiers tirs de lacrymogènes, les autorités qui supervisent l'opération policière depuis le « centre de supervision urbain » visualisent sur leurs écrans qu'« un épais nuage de fumée blanche » empêche « toute visibilité sur la réaction des participants ». Presque immédiatement, l'ordre est donné, deux fois, de stopper les tirs de lacrymogènes. Mais ces ordres ne sont pas suivis d'effets. Selon le rapport de l'IGPN, le commissaire qui commandait les policiers sur le terrain « ne se trouvait pas en capacité de diriger réellement ses effectifs » qui, essuyant des jets de projectiles, ont dû « se défendre individuellement et d'initiative ».
- À 4 h 50, selon le rapport de l'IGPN, la foule se disperse à la suite de l'arrivée d'une compagnie de CRS[19]. Selon le rapport du commandant de l'unité de CRS, il s'est refusé à employer les gaz lacrymogènes et a réussi à ramener le calme en dialoguant avec les fêtards et en leur promettant l'absence de violence. À 5 h 20, la situation était suffisamment calme pour justifier le départ d'une des deux sections[26].

### Différentes chutes dans la Loire
Les autorités ont avancé des nombres différents de chutes de personnes dans la Loire. Tout d'abord, le jour des faits, la direction centrale de la Sécurité publique annonce trois chutes, à « 3 h 45, 4 h 25 et 5 h 7 », et ne mentionne aucune chute pendant l'intervention de la police. Puis le 24 juin, la préfecture annonce 14 chutes dans la Loire : les pompiers dépêchés sur les lieux ont aidé sept personnes à remonter sur le quai, quatre autres teufeurs sont aidés par une association de sauvetage mandatée par la ville de Nantes et trois autres réussissent à regagner la terre ferme après avoir trouvé des échelles. Le rapport de l'IGPN signale qu’entre « 8 et 14 personnes sont tombées ». La seule certitude pour l'IGPN est que trois personnes ont été secourues dans la Loire avant l’intervention de la police. Et selon l'IGPN, des personnes sont tombées à l'eau pendant l'intervention de la police, mais « aucune des personnes n'a déclaré être tombée à l'eau du fait de l'action de la police ». Selon Le HuffPost, les témoins affirment que la police a chargé et que plusieurs personnes ont chuté dans l’eau dans le mouvement de panique ou aveuglés par les gaz lacrymogènes.
La première personne aurait chuté à 3 h 34, soit une heure avant les affrontements. Selon un sauveteur, deux personnes ont été secourues avant l’intervention de la police, et une autre est sûrement remontée sur terre sans aide. La première personne secourue s’est jetée à l’eau « par dépit amoureux », tandis que l'autre est tombée « par inadvertance ». Ensuite, au moment de la charge des policiers, le sauveteur explique avoir remonté quatre personnes. À ce moment-là, les secours ont aussi la suspicion qu’un autre fêtard se noie. Les sauveteurs nautiques préviennent les pompiers « sur la crainte d’une personne disparue ». D'après Le Monde, un homme se trouvant au cœur du dispositif d’intervention des secours sur la Loire déclare : « D’emblée, on a reçu le signalement d’une personne ayant coulé. » Et un pompier, sous couvert d’anonymat, confirme : « Pour nous, il y a toujours eu suspicion d’une personne manquant à l’appel ! » Un des rescapés, une fois sorti de l'eau, certifie qu'il a entendu un autre rescapé affirmer qu'un homme « avait coulé ». Selon Marianne Rostan, avocate de 89 fêtards, deux de ses clients sont tombés dans la Loire aveuglés par les gaz lacrymogènes. Elle déclare que l'un des deux lui a fait le récit suivant : « Au moment de sa chute dans l’eau, il est catégorique : ils étaient cinq à se débattre dans l’eau. Il est sûr qu’un homme a été emporté par les flots et a coulé à pic. Il ne peut pas dire s’il s’agit de Steve, il ne le connaissait pas et ne peut donc pas le reconnaître physiquement. »

### Disparition de Steve Caniço
Le 22 juin (les événements s'étant déroulés tôt dans la matinée), Steve Caniço ne répond plus aux appels téléphoniques de ses amis. Il ne se présente pas à son travail d'animateur scolaire dans la journée et les jours suivants. Il est alors considéré comme disparu et la police diffuse un appel à témoins dès le 24 juin. La disparition de Steve est d'autant plus inquiétante qu'il ne savait pas nager.
Steve Caniço aurait été aperçu pour la dernière fois à proximité immédiate du sound system, en train de se reposer entre deux installations. Une de ses amies l'a vu endormi après 4 h du matin. Le rapport de l'IGPN indique que « les premières investigations confirment que Steve Caniço était présent à proximité des lieux de l'opération de police ». Le rapport explique que, le jour des faits, un jeune homme appelle le 17 à 5 h 52 du matin pour signaler « la disparition de son 'copain' sur l'île de Nantes ». Le rapport poursuit : « Il s'était fait gazer vers 4 h 30 pas très loin du 'Warehouse' et il n'avait plus donné de nouvelles depuis ». Le rapport indique cependant qu'« il ne peut être établi de lien entre l'intervention des forces de police [...] et la disparition de M. Steve Maia Caniço après 4 heures dans le même secteur ».
Lorsque le rapport de l'IGPN devient public fin juillet 2019, la presse rapporte que, selon ce rapport, à 3 h 16, soit plus de 30 minutes avant l'arrivée des forces de l'ordre sur la zone, le téléphone portable de Steve Caniço « borne » pour la dernière fois au niveau du quai Wilson. Selon France Info, le téléphone de Steve a donc « cessé d'émettre avant l'intervention de la police ». France Inter estime que cela peut être dû à une chute dans la Loire ou bien à une simple décharge de la batterie de l'appareil,,,. Le 10 septembre 2019, la presse indique que la police judiciaire de Nantes, qui a un pouvoir d'investigation plus important que l'IGPN, a pu déterminer que l'heure exacte du dernier « bornage » du téléphone de Steve Caniço est 4 h 33, infirmant donc le rapport de l'IGPN sur ce point,,.

## Victime
| Image externe |                                                             |
|               | Affiche de Police concernant la disparition de Steve Caniço |

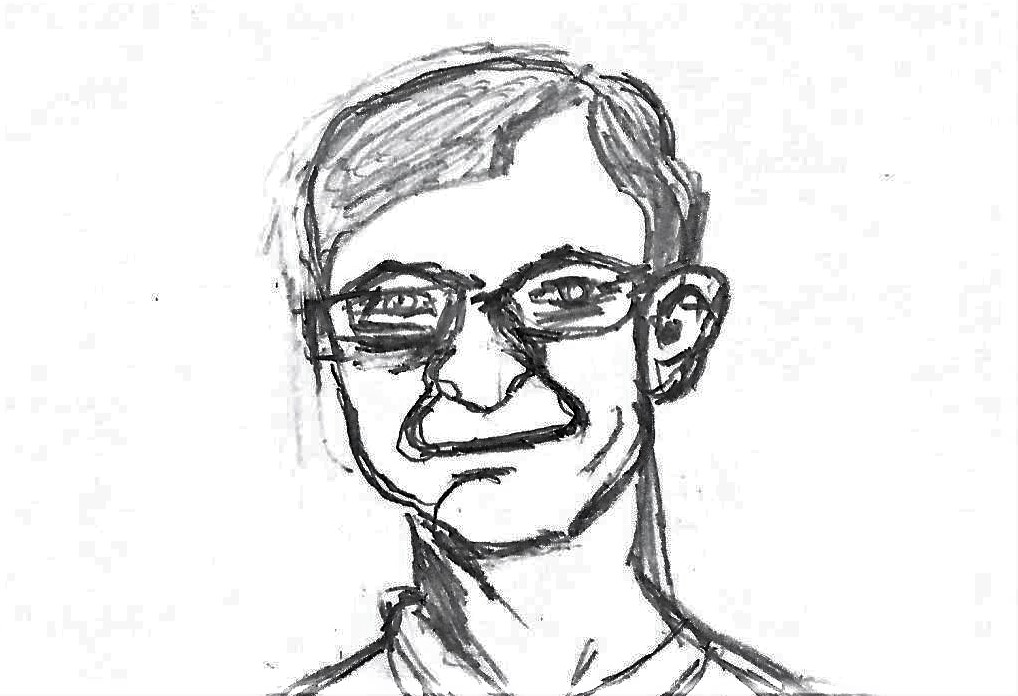
Portrait de Steve Maia Caniço.

Selon l'avis de recherche, publié sur le site de la Police nationale, Steve Maia Caniço est âgé de 24 ans au moment de sa disparition. Il mesure 1,72 m, il a les yeux verts et les cheveux châtains crépus et courts.
Le journal Le Monde, qui a publié sa biographie, précise que cet animateur périscolaire est décrit par ses amis et sa famille comme un jeune homme sociable, sensible, amateur de musique techno et des « free parties ».
Les obsèques de Steve Maia Caniço sont célébrées le 12 août 2019, dans un cadre « strictement intime », conformément à la demande de la famille.

## Enquêtes et procès
À la suite de cet événement, plusieurs enquêtes officielles ont été lancées, dont au moins une enquête judiciaire et plusieurs enquêtes de nature administrative.

### Procédures
La disparition de Steve Caniço a d’abord fait l’objet d’une information judiciaire pour disparition inquiétante, dirigée par un juge d’instruction entraînant par la suite une investigation de la part de la police judiciaire de Rennes,, rendue caduque par la découverte du corps.
Cette affaire entraîne, en parallèle à cette disparition inquiétante, l'ouverture de deux dossiers d'ordre judiciaire :
1. une enquête de la police judiciaire liée à la suite de « dix plaintes de policiers qui ont été blessés lors des événements de la Fête de la musique », selon les déclarations de Pierre Sennès, procureur de la République à Nantes.
2. une plainte collective de 85 participants a été déposée le 3 juillet 2019 pour « mise en danger de la vie d’autrui et violences volontaires par personnes dépositaires de l’autorité publique », confiée à l’IGPN[40].

David Perrotin révèle que le défenseur des droits, Jacques Toubon s’est également « saisi d’office » afin d’enquêter sur cette disparition,.
L'Inspection générale de l'administration (IGA) a été saisie afin de déterminer pourquoi une soirée électro s'est déroulée dans une zone dangereuse et de retracer la chaîne de commandement concernant la préparation de l'événement ainsi que la conduite de l'intervention policière.
L'IGPN a déclenché une nouvelle procédure administrative « incidente » à l'occasion de son rapport. En effet, la police des polices a constaté un potentiel cas de violence policière : « Des coups de matraque montrés par une vidéo, sur une personne au sol, pourraient constituer à l’égard de son auteur non identifié pour le moment, un usage disproportionné de la force ou l’absence de justifications particulières, ce qui reste à établir ».
En août 2019, un gendarme est convoqué par l'inspection générale de la Gendarmerie nationale (IGGN) et la direction générale de la Gendarmerie nationale (DGGN), pour s'être moqué de la mort de Steve Caniço sur son profil Facebook,,.

### Recherches dans la Loire
Durant cette nuit de la fête de la musique, le nombre exact de personnes tombées à l'eau n'était pas connu avec certitude. Les recherches ont duré jusqu'à l'aube avec un doute sur le fait que toutes les personnes aient bien été retrouvées.
La justice est alertée de la disparition de Steve Caniço le 23 juin, au lendemain de la charge. De nouvelles recherches débutent grâce aux moyens mis en place à la suite de la procédure pour disparition inquiétante. Selon Pierre Sennès, le procureur de la République de Nantes, « plusieurs patrouilles fluviales ont travaillé tous les jours, il y a eu des reconnaissances aériennes avec des hélicoptères de la gendarmerie et un avion de la police aux frontières, entre Nantes et l’embouchure de la Loire, ainsi que des patrouilles pédestres sur les bords du fleuve ». Un navire équipé d’un sonar a aussi été demandé après un mois de recherches infructueuses. La zone totale fouillée s'étend sur 60 km.

#### Découverte du corps

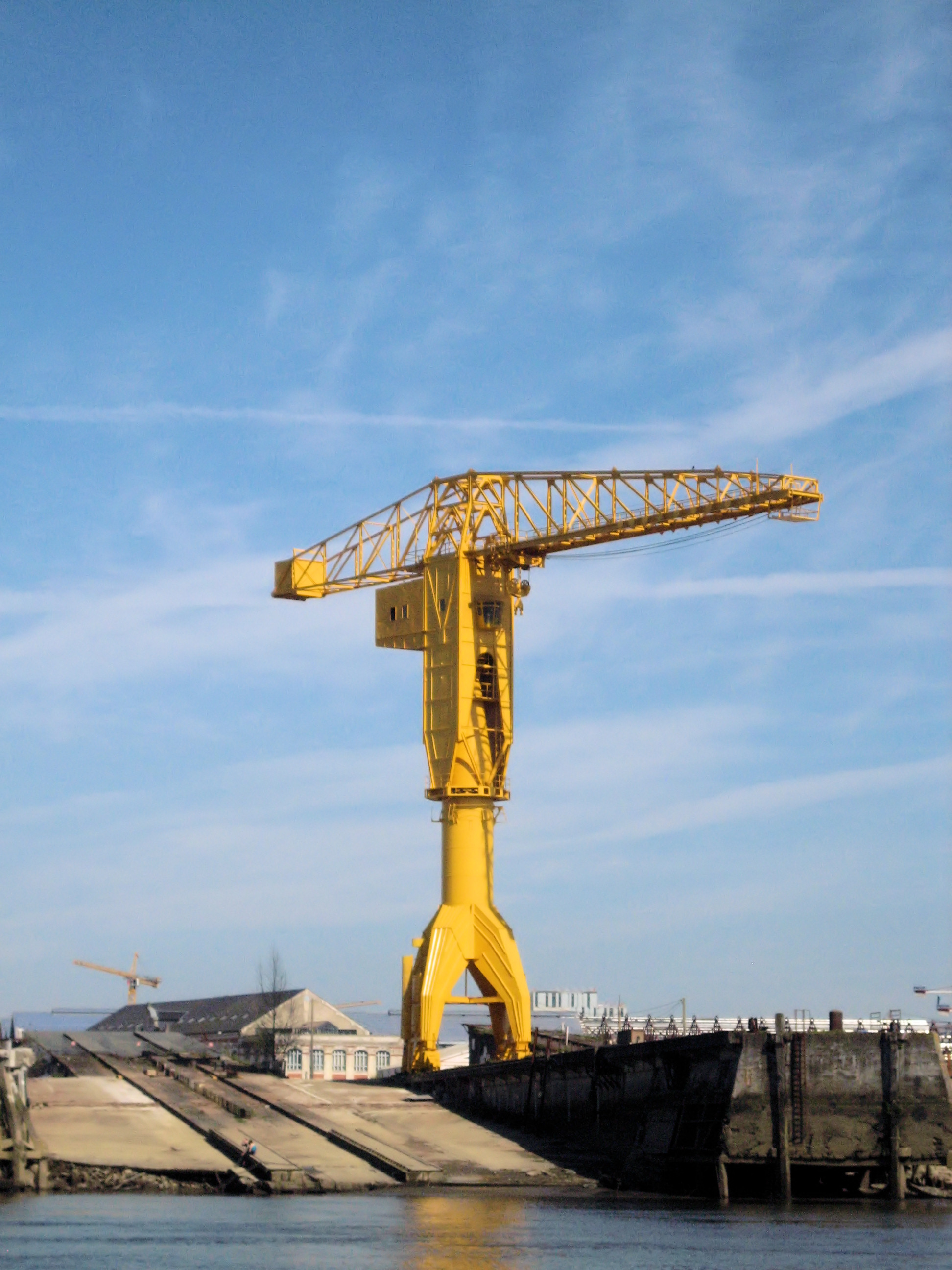
La grue « Titan » jaune, près de laquelle le corps de Steve Caniço a été repêché.

Le 29 juillet 2019 en fin d'après-midi, soit 38 jours après la disparition de l'homme, le pilote du Navibus - Loire repère un corps « en état de décomposition extrême » remontant le quai des Antilles au gré de la marée et appelle les pompiers à 17 h 25. La dépouille est repêchée quelques centaines de mètres plus loin en amont au niveau du quai Fernand-Crouan près de la grue Titan jaune dans le parc des Chantiers. L'autopsie pratiquée le lendemain matin au service médico-légal de l'Hôtel-Dieu indique qu'il s'agit du corps de Steve Caniço, identifié grâce aux analyses dentaires,. Dans l'hypothèse d'une chute faite depuis le quai Président-Wilson (bras de Pirmil de la Loire, au sud de l'île de Nantes), le corps aurait donc dérivé sur un peu plus de 600 m jusqu’au lieu de sa découverte (bras de la Madeleine, au nord de l'île). Le fleuve connaissant un débit plus faible à cette époque de l'année, les marées à la puissance plus importante sont alors susceptibles d'avoir repoussé le corps plus en amont au gré des courants. De plus, il est possible qu'il ait été bloqué pendant quelques jours par de la vase ou des branchages avant de dériver.
Après l'identification du corps, l'information judiciaire pour disparition inquiétante est close et une information judiciaire « contre X » pour homicide involontaire est ouverte.

#### Polémique concernant la durée des recherches
Selon Libération, un discours récurrent lors de la découverte du corps suggère que les autorités auraient volontairement ralenti les recherches afin d'éviter une autopsie approfondie. Cette version est contredite par le pilote de la navette fluviale qui retrouva le corps et qui assure avoir vu des embarcations des autorités destinées à la recherche du corps « tous les jours » après l'annonce de sa disparition. France Info explique également que les investigations étaient particulièrement complexes concernant cette disparition malgré les recherches quotidiennes des pompiers. D'autres responsables des services de secours de Loire-Atlantique rappellent également que des corps peuvent être retrouvés très tard dans la Loire et peuvent parfois ne jamais réapparaitre.

### Rapport de l'IGPN
L'IGPN rend un rapport de 235 pages le 16 juillet 2019 qui n'est pas porté initialement à la connaissance du grand public. Le Premier ministre, Édouard Philippe, en révèle l'existence et les conclusions lors de son intervention publique du 30 juillet, peu après la découverte du corps de Steve. Le même jour, une synthèse de 10 pages est transmise à la presse. Cette synthèse conclut que l'intervention de la police « était justifiée et n'est pas apparue disproportionnée », et qu'il n'a pas pu être établi de « lien direct » entre cette intervention et la disparition de Steve Caniço, (ce qui sera contredit deux ans plus tard par le résultat de l'enquête).
Selon le rapport de l'IGPN, les témoins interrogés, qui sont des policiers et des civils, affirment qu'« aucun mouvement de foule [n'a] été constaté », qu'ils n'ont vu aucune personne « en panique ou en train de courir »,,. Le rapport mentionne plusieurs fois les tirs de lacrymogènes mais les témoins cités insistent : il n'y a eu « aucun mouvement de foule ». Selon France info, la grenade lacrymogène MP7 émet « une épaisse fumée irritante » dont le gaz CS est « responsable des brûlures »; et France info relaie les déclarations d'un expert en balistique qui affirme que l'objectif recherché lors d'un tir de grenades est de « désorienter, disperser une foule et l'empêcher d'occuper une zone ». De plus, les quatre secouristes de la protection civile, qui sont arrivés avant l'intervention de la police pour un cas de malaise, affirment que les participants ont paniqué après les premières fumées de gaz lacrymogènes. D'après Le Monde, ces secouristes sont des « témoins-clés », car leur capacité de discernement n'a pu être altérée par l'usage de l'alcool ou de stupéfiants. L'un d'entre eux déclare : « Je ne sais pas quelle est la définition du mouvement de foule pour l'IGPN, mais j'aimerais comprendre. Si c'est un grand nombre de personnes qui fuient rapidement un nuage de gaz lacrymogène, alors, oui, il y en a eu un. » Un autre secouriste décrit « un mouvement de panique impressionnant » d'où provenaient « des explosions, des gens qui criaient et couraient, désorientés ». Les secouristes affirment avoir transmis ces éléments à l'IGPN, mais, selon France info, le rapport de l'IGPN ne les mentionne pas. Un témoin cité par le rapport raconte simplement que « le déplacement de la foule s'était accentué » avant qu'il soit appelé « pour des personnes tombées à l'eau ». Selon France info, le rapport n'explique pas quelle est la différence entre un « mouvement de foule » et un « déplacement de foule » qui « s'accentue ».
Selon L'Express, les secouristes ne « comprennent pas les conclusions du rapport de l'IGPN ». Les secouristes décrivent à leur arrivée sur place une situation « très calme ». L'un des quatre secouristes déclare : « L'intervention me paraît totalement disproportionnée. Un tel déploiement de grenades juste pour de la musique, dans un secteur sans habitation, me paraît incroyable. D'autant que les autres années, la musique continuait après 5 heures du matin »,.
Selon Mediapart, l’IGPN a omis des éléments à charge pour la police. Mediapart dénonce le fait que, selon leurs informations, « le responsable de l’unité de CRS, présent sur les lieux, n'a pas été auditionné, et l’IGPN n’a pas rendu publiques les conclusions d’un compte-rendu d’opération sur l’appréciation de l’usage de la force ».
Sud Ouest indique que l'IGPN est « accusée de partialité » après la publication de son rapport. Pour Sebastian Roché, chercheur au CNRS, le problème ne vient pas des agents de l’IGPN, choisis après « une sélection très forte », et dont le « professionnalisme » n'est pas en cause, mais de la dépendance statutaire de l'IGPN par rapport au pouvoir politique : la directrice de l'IGPN est « nommée par le ministre de l'intérieur, qui peut décider de la révoquer à tout moment ». Par ailleurs, un policier anonyme spécialisé dans le maintien de l’ordre et cité par Mediapart déplore l’incohérence d’avoir confié cette enquête à un commandant, grade qui est au-dessous du commissaire Grégoire Chassaing, chargé sur le terrain de l’intervention, et de Thierry Palermo, directeur départemental adjoint de la sécurité publique (DDSP), responsable des opérations, en salle de commandement le soir des faits. « Dans la police, l’obéissance à la hiérarchie est une règle, poursuit ce policier. Comment voulez-vous qu’un commandant ne courbe pas l’échine face à des plus hauts gradés que lui ? Au regard de la gravité des faits et de la mort d’un jeune homme, et afin de garantir une enquête impartiale, il aurait été préférable de la confier à un plus haut gradé, un contrôleur ou un inspecteur général et qui ne soit pas de la région mais qui vienne de Paris, par exemple ».
Philippe Boussion, secrétaire régional du syndicat Unité SGP Police FO Pays-de-la-Loire, déclare que le rapport de l'IGPN est « tellement grossier dans la volonté de disculper la police que ça va être inacceptable pour beaucoup de gens ».
Le rapport de l'IGPN est également critiqué par l'avocate de la famille de Steve, qui lui reproche de ne pas inclure d'audition des témoins, ni d'expertise balistique, et de ne pas avoir attendu d'avoir à sa disposition les éléments médico-légaux. Selon l'IGPN, ses enquêteurs ont tenté de contacter le seul témoin dont ils avaient les coordonnées, mais celui-ci n'aurait pas répondu. Le témoin en question, Romain G., affirme au contraire ne pas avoir reçu de demande de témoignage de la part de l'IGPN. Ce témoin a été signalé dans le rapport car il a effectué un signalement sur la plateforme de l'IGPN « pour se plaindre des jets de lacrymogènes de la part des forces de l’ordre durant 10 minutes, ayant entraîné des chutes et autres malaises » et qu'« il indiquait qu’il allait déposer plainte », ce qu'il a fait le 27 juin. Le rapport de l'IGPN inclut les seuls témoignages de deux agents de sécurité employés par la ville de Nantes, de deux membres de la protection civile et de huit fonctionnaires de police.

### Suite de l'enquête après dépaysement
Dès leur réquisitoire introductif, les deux juges d'instruction nantais chargés de cette information judiciaire demandent à être dessaisis du dossier, sous les motifs de « sérénité » et d’« impartialité », l'enquête mettant en cause des policiers avec lesquels ils travaillent régulièrement. L'enquête est dépaysée à Rennes en septembre 2019,.
Une expertise technique cherche à localiser le défunt au moment du drame à l'aide de son téléphone,,. Le 17 juin 2021, le parquet de Rennes annonce que l’analyse des relevés du téléphone de Steve Maia Caniço a permis de conclure qu’il était tombé dans la Loire « dans le temps de l’intervention de la police », alors que le premier ministre avait communiqué sur la base du rapport de l’IGPN pour affirmer qu’il n’y avait pas de lien entre l’intervention policière et la chute de Steve Maia Caniço dans la Loire. En mars 2022, le juge chargé d’établir les éventuelles fautes ayant abouti à la mort de Steve Maia Caniço demande à un laboratoire indépendant de réaliser une « reconstitution » du drame, mais trois personnes mises en examen remettent en cause l'impartialité de l'association mandatée. Le 28 octobre 2022, la cour d'appel de Rennes annule l'expertise judiciaire confiée au laboratoire Index.

### Mises en examen et procès

#### Mise en examen
Six personnes physiques sont convoquées pour d'éventuelles mises en examen: le directeur départemental de la sécurité publique de Loire-Atlantique par intérim, Grégoire Chassaing, le commissaire divisionnaire chargé du dispositif sur le quai Wilson au moment des faits, la maire de Nantes et son adjoint à la sécurité au moment des faits ainsi que Claude d’Harcourt, l'ancien préfet de Loire-Atlantique, le sous-préfet, et Johann Mougenot, le directeur de cabinet du préfet en poste au moment des faits. Sont aussi convoquées deux personnes morales, la mairie de Nantes et Nantes Métropole. Grégoire Chassaing, L’ex-préfet et son directeur de cabinet sont mis en cause par le juge d’instruction David Bénichou, qui estime que l’usage des grenades lacrymogènes relevait « d’une imprudence caractérisée » et que la préfecture a ignoré les instructions ministérielles concernant les free-party.
Grégoire Chassaing, Johann Mougenot, et Claude d’Harcourt sont mis en examen pour homicide involontaire,,;  la maire de Nantes, Johanna Rolland, est placée sous le statut de témoin assisté, de même que la ville et la métropole de Nantes, en tant que personnes morales. Le 28 octobre 2022, le parquet de la cour d'appel de Rennes annule la mise en examen pour homicide involontaire de Claude d'Harcourt, qui se voit à la place accorder le statut de témoin assisté, celles de Johann Mougenot et de Grégoire Chassaing étant maintenues,,,.
En décembre 2023, le commissaire Grégoire Chassaing est renvoyé devant le tribunal correctionnel pour « homicide involontaire », la procureure estimant que le commissaire avait « mis en œuvre des opérations de progression et d’interpellation sur le quai, sans prohiber immédiatement l’usage des armes important qui avait lieu, alors même que les investigations permettaient de démontrer que d’autres solutions étaient possibles, notamment celle d’un repli »,,. Les préfet et sous-préfet de Loire-Atlantique mis en cause bénéficient quant à eux d'un non-lieu. Selon les juges d'instruction la « faute caractérisée » de faire courir un risque grave a autrui n'était pas caractérisée car les heurts entre la police et les fêtards n'étaient pas prévisibles par les autorités,.
Il est annoncé, en février 2024, que Grégoire Chassaing bénéficiera d'une promotion en devenant chef de la circonscription de police nationale de Lyon à partir du 1er juin 2024. La famille de Steve Maia Caniço, par la voix de son avocat, exprime son étonnement et sa douleur à l'annonce de cette nouvelle,.

#### Procès pour homicide involontaire
Le 10 juin 2024, s'ouvre le procès pour homicide involontaire au tribunal correctionnel de Rennes pour le commissaire , seul mis en cause dans l'affaire à l'issue de l'enquête. Le procès doit se dérouler sur 5 jours,,. Les juges d'instruction reprochent à Grégoire Chassain dans leur ordonnance une « succession de comportements fautifs » en s'étant « manifestement écarté de la doctrine du maintien de l'ordre ». Ils reprochent notamment au commissaire d'avoir voulu aller « au contact des teufeurs » plutôt qu'à chercher l'apaisement en faisant l'usage d'armes en pleine nuit et de ne pas avoir pris en compte « la configuration des lieux et des risques de chute avérés ». Le procureur le considère coupable des faits d’homicide involontaire et requiert une « peine de principe ».  Son avocat plaide la relaxe, expliquant que la mort de Steve MaIa Caniço serait due à un « accident sans rapport avec la police ». Le délibéré du procès a lieu le vendredi 20 septembre 2024, le tribunal correctionnel de Rennes relaxe le commissaire Grégoire Chassaing au motif qu'il n’avait pas commis de « faute caractérisée »,,,. Le parquet de Rennes annonce ne pas faire appel de la décision cloturant ainsi l'action judiciaire,.

## Réactions

### Témoins et associations
Les associations Media’Son et Freeform, chargées notamment d’aider les organisateurs de rassemblements festifs, ont recueilli près de 140 témoignages de personnes présentes lors de l'événement. Parmi ces témoins, 85 personnes ont accepté de participer à une plainte collective le 3 juillet 2019. Une majorité n’ont « pas seulement témoigné de la violence de la police mais surtout de la peur qu’ils ont ressentie ». Ils disent avoir été surpris par l'intervention de police : l'un d'entre eux, Léo, témoigne : « Je n’ai pas vu les sirènes, je n’ai pas vu la police arriver, ni entendu de sommations, je n’ai pas vu de projectiles lancés par les fêtards. » Parmi ces témoins, beaucoup sont traumatisés et certains sont blessés.

### Forces de l’ordre
Le syndicat Unité SGP Police a d’emblée pointé « la responsabilité » du commissaire Grégoire Chassaing chargé du commandement de l’opération, l’accusant d’avoir « commis une faute grave de discernement » en donnant à ses troupes « un ordre aberrant » : « On n’intervient pas à 4 h 30 du matin avec vingt policiers au milieu d’un millier de personnes potentiellement alcoolisées », car ces personnes sont « dans l’incapacité de raisonner ou comprendre l’intervention de la police un soir de fête de la musique : c’était la confrontation assurée ! ». Le syndicat rappelle que « le quai de Loire est sans protection, l’endroit par définition où il ne faut pas charger… ». Philippe Boussion, secrétaire régional Pays de la Loire, assure que son syndicat a « déjà alerté à plusieurs reprises sur la vision de la sécurité de ce commissaire qui expose régulièrement nos collègues par ses prises de décisions et sa vision exclusivement musclée de la sécurité ».
Selon Thierry Palermo, chef adjoint de la direction départementale de la sécurité publique, qui avait autorité sur le service d'ordre la nuit des évènements, l'intervention de la police est une « riposte qui s'inscrit dans le cadre de la loi », après que cinq fonctionnaires ont été blessés, dont l'un « roué de coups à terre ».
Un policier anonyme, cité par le site d'information Mediapart, qualifie l'emploi par la police des moyens déployés dans le temps de l'intervention de « massif et inhabituel ». Il déclare également : « lorsque l’IGPN dit qu’il n’y a pas eu de charge, elle joue sur les mots ». Ce policier considère par ailleurs qu'il y avait « une désorganisation complète de la chaîne de commandement, que ce soit sur le terrain ou en salle ».

### Personnalités politiques

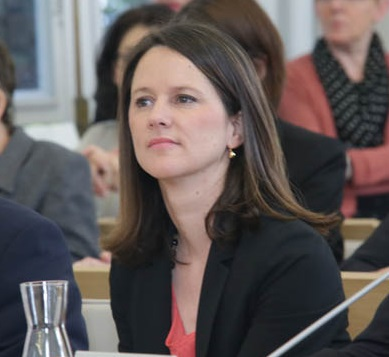
Johanna Rolland, alors maire de Nantes.

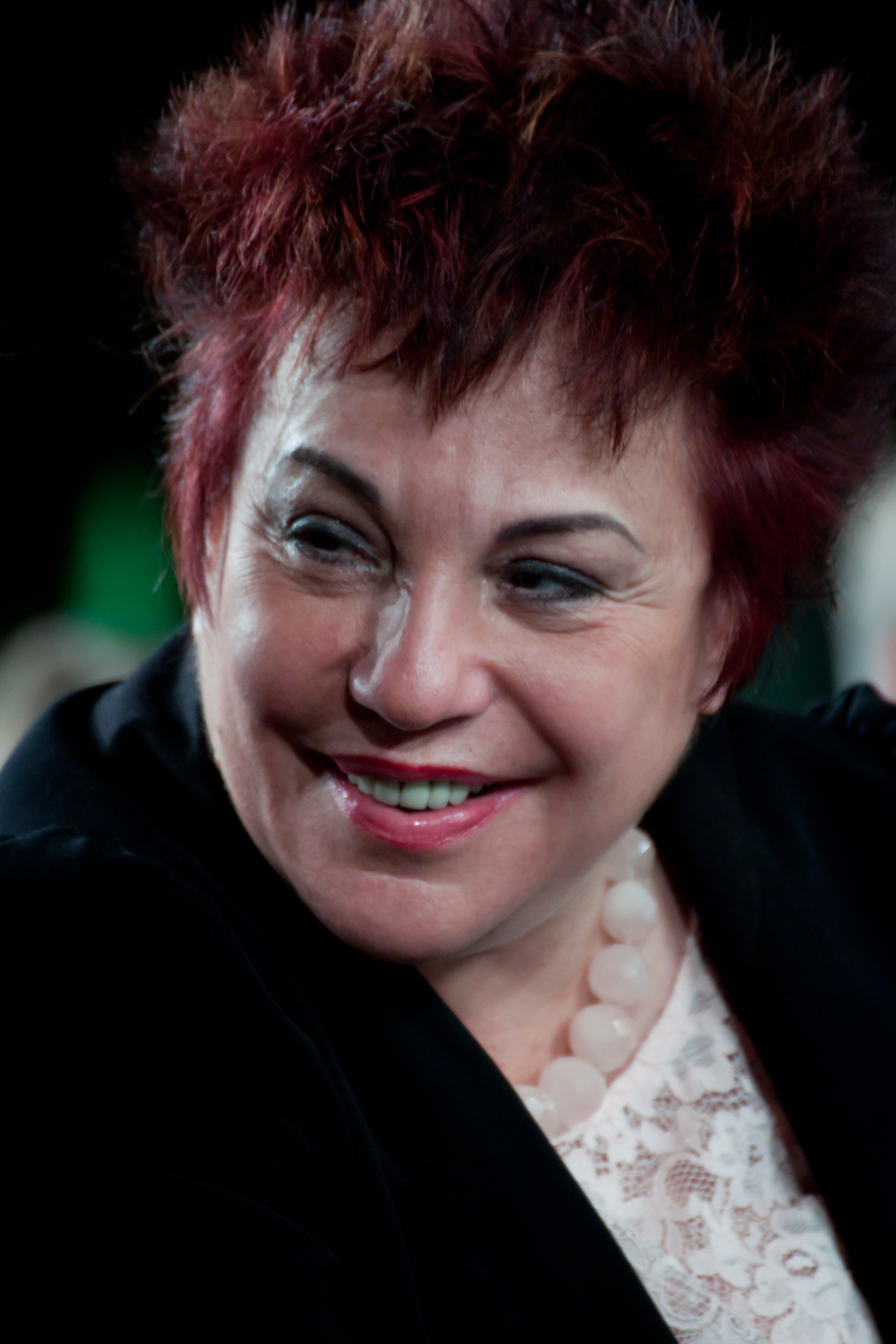
Esther Benbassa, alors sénatrice.

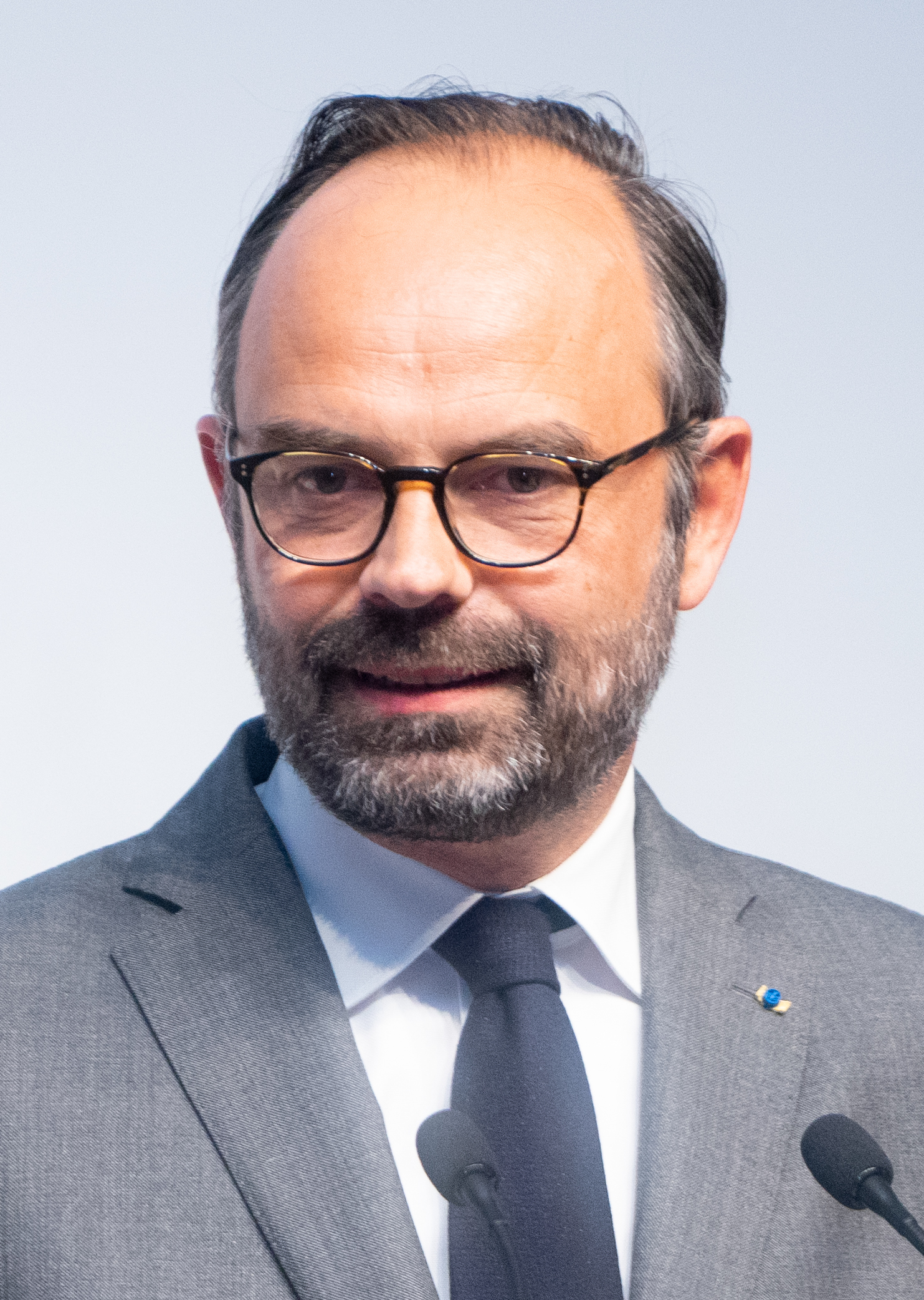
Édouard Philippe, alors Premier Ministre.

Johanna Rolland, maire de Nantes, demande le 18 juillet par un courrier (publié sur le réseau social Twitter) adressé au ministre de l’Intérieur, Christophe Castaner, que celui-ci puisse s'expliquer sur les circonstances de la disparition de l'homme. Elle écrit notamment : « De nombreuses questions restent sans réponse concernant une opération policière qui s’est tenue dans notre ville. Il doit désormais y être apporté, sans délai, des explications précises et publiques. ».
Le 2 juillet, Mounir Belhamiti, député pour la première circonscription de la Loire-Atlantique en tant que suppléant de François de Rugy, écrit sur sa page Facebook : « Lorsque la première réponse de l’État, par la voix de son représentant, et avant même que ne soit diligentée l’enquête de l’IGPN, consiste à déclarer, trois jours après les faits, que l’intervention policière s’est déroulée « de manière proportionnée », je le dis sans ambages : l’État se met en faute. Parce que nul ne saurait considérer comme proportionnée une intervention qui conduit une dizaine de jeunes à se jeter dans la Loire. » Les autres députés du département n'ont soit pas communiqué à ce sujet, soit choisi de rester neutres.
Lors d'une séance de questions au gouvernement au Sénat, le 3 juillet 2019, la parlementaire Europe Écologie Les Verts, Esther Benbassa, a interpellé le secrétaire d’État auprès du ministre de l’Intérieur, Laurent Nuñez en ces termes : « Ma question est simple, Monsieur le secrétaire d’État : où est Steve ? ».
Interpellé par plusieurs personnes sur ce sujet, lors d'un déplacement à Bagnères-de-Luchon, le 20 juillet 2019, à l'occasion du passage de Tour de France 2019, le président de la République française Emmanuel Macron déclare être « très préoccupé » par cette situation en précisant : « Il faut que l’enquête soit conduite jusqu’à son terme » en ajoutant qu' « il ne faut pas oublier le contexte de violences dans lequel notre pays a vécu ». Il conclut par ces termes : « le calme doit revenir dans le pays ».
Le 30 juillet, date à laquelle le corps retrouvé dans la Loire est officiellement identifié comme étant celui de Steve Caniço, le Premier ministre, Édouard Philippe, présente ses condoléances à la famille et précise, lors d'une déclaration à la presse organisée dans la cour de l'hôtel de Matignon, qu'il va saisir l’inspection générale de l'administration pour « aller plus loin et comprendre les conditions de l’organisation de l’événement par les pouvoirs publics, mairie et préfecture, ainsi que par les organisateurs privés ». Le Premier ministre précise également que les conclusions de l’inspection générale de l’administration devront être attendues dans un délai d'un mois et seront rendues publiques. En présence du ministre de l'Intérieur Christophe Castaner, debout à ses côtés lors de ce point presse mais silencieux, Édouard Philippe estime que « l’IGPN n’a pas établi de lien entre l’intervention de la police et la disparition de Steve Maia Caniço »,, alors que la synthèse du rapport établi par l'IGPN affirme seulement qu'« aucun élément ne permet d’établir un lien direct entre l’intervention des forces de l’ordre et la disparition [de Steve Caniço] ».
Le 20 juin 2020, Jack Lang, ancien ministre de la Culture et fondateur de la Fête de la musique, estime que Steve Maia Caniço a « injustement perdu la vie » et lui dédie l'édition 2020 de la fête.

### Public

#### Hommages antérieurs à la découverte du corps

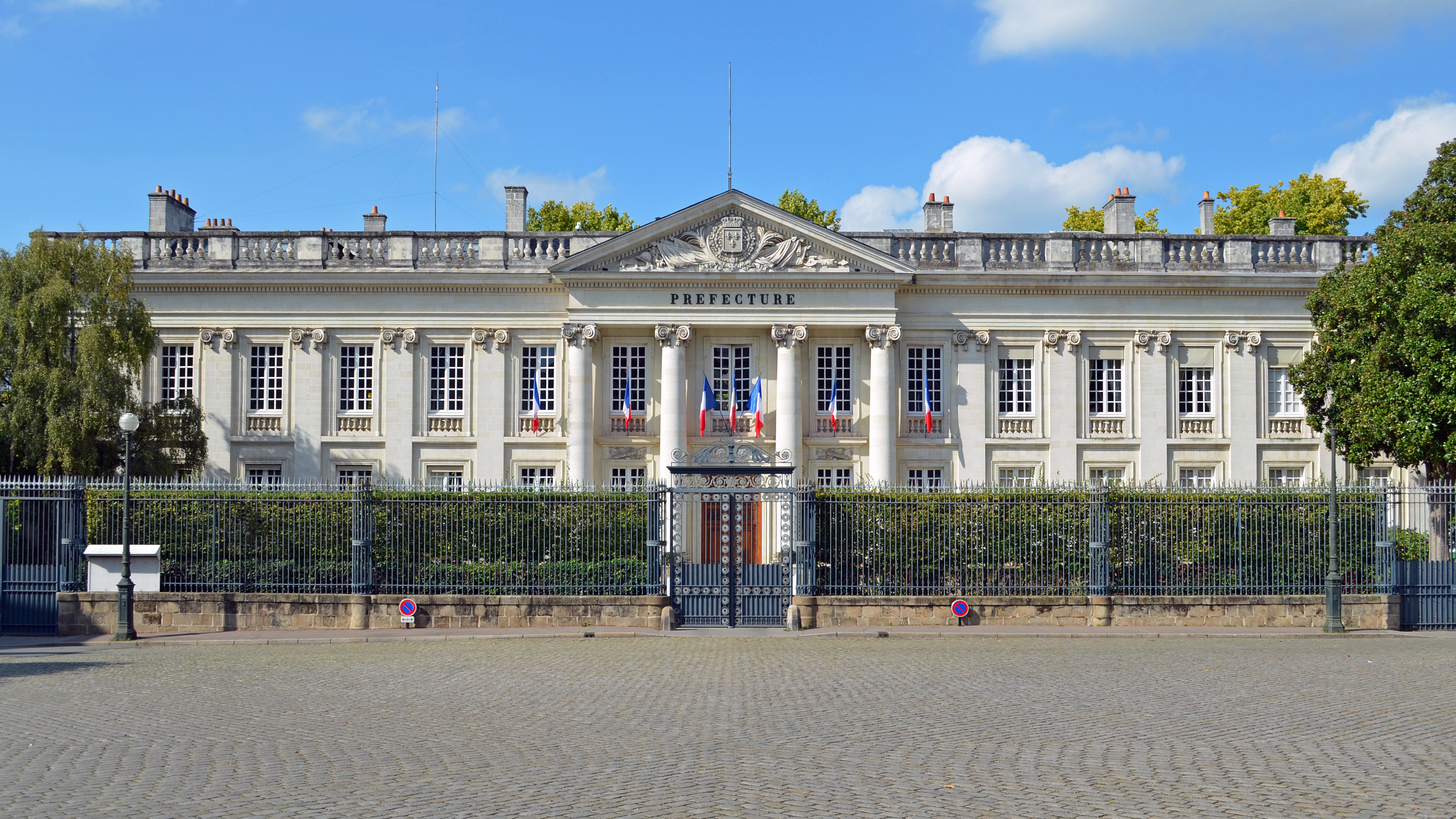
Préfecture de Nantes.

Une marche en hommage à Steve Caniço, est organisée le 29 juin. Celle-ci accueille entre 700 et 900 personnes qui prennent leur départ depuis les grilles de la préfecture de Loire-Atlantique à Nantes, pour s'achever avec près d'un millier de participants. Elle-ci se déroule dans le calme,.
Le 14 juillet, sur l'avenue des Champs-Élysées, pendant le défilé de la fête nationale, des manifestants du mouvement des Gilets jaunes scandent « Où est Steve ? ».
Le 27 juillet, soit plus d'un mois après la disparition, les organisateurs d'une association informelle dénommée « Recherche Citoyenne » lancent sur le réseau Facebook un appel afin que des recherches soient menées le long de la Loire et sur le fleuve sur cinq kilomètres en aval, mais aussi sur 500 mètres en amont du quai Wilson, mais cet appel est annulé à la demande de la famille du disparu.

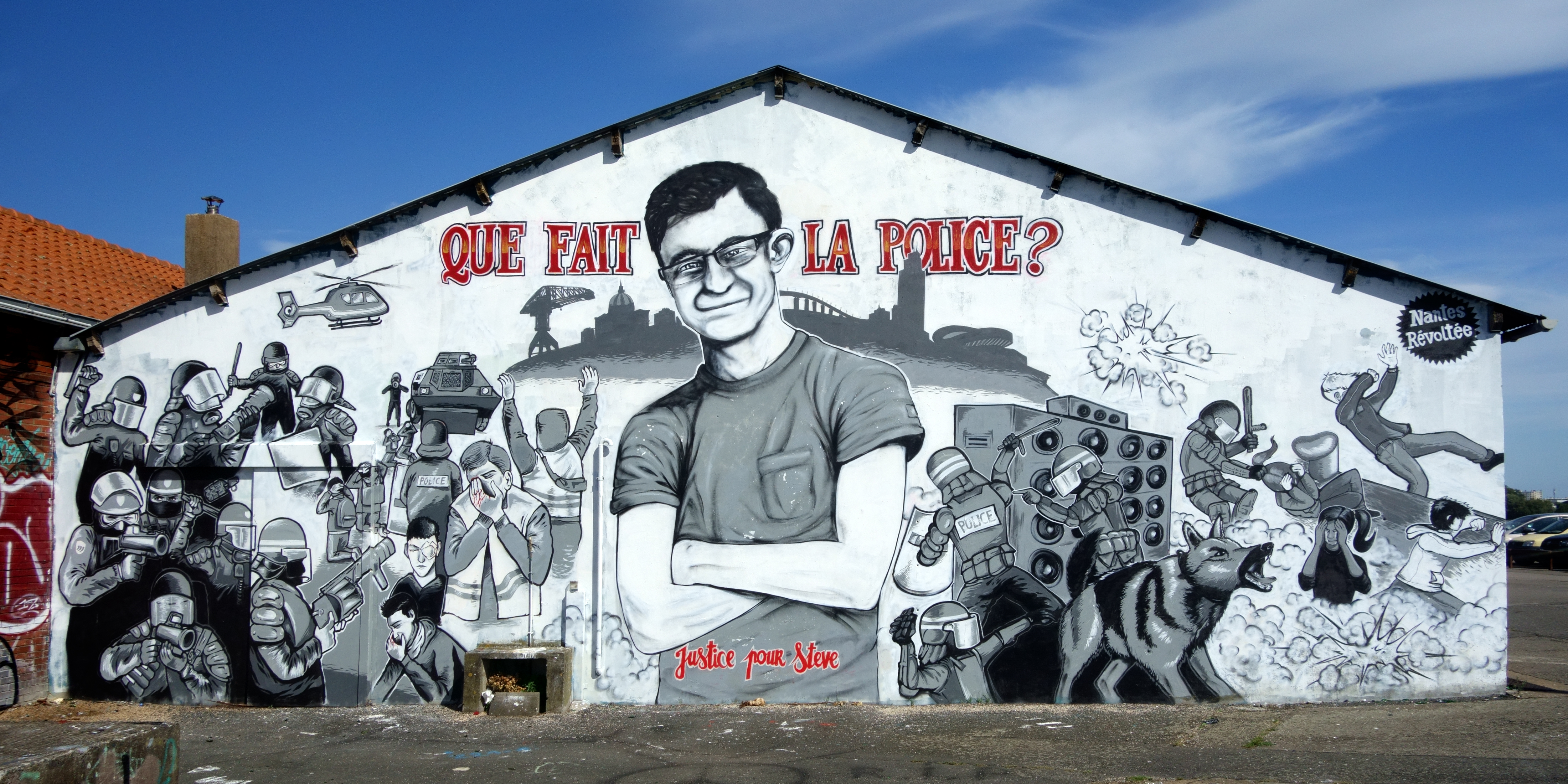
Fresque Quai Wilson mentionnant la question « Que fait la police ? »

Deux graffeurs locaux rendent un hommage à Steve Caniço en peignant une fresque sur le mur d'un ancien hangar du quai Wilson, non loin des lieux de la disparition de l'homme. Le soir ou la nuit du 10 février 2020, la fresque est vandalisée par un ou des individus qui y inscrive(nt) « A l'eau glou-glou », « Qui si (sic) frotte si pike (sic) », raye(nt) avec de la peinture noire l'inscription rouge « Justice pour Steve », et qui signe(nt) « la droite dur (sic) ». Ces dégradations provoquent une vague d'indignation sur les réseaux sociaux.

#### Hommages postérieurs à la découverte du corps
Après l'identification du corps de Steve Caniço, outre à Nantes, des rassemblements ont lieu dans toute la France demandant « Justice pour Steve », par exemple à Amiens, Bourges, Marseille, Nice, Orléans, Lille, Paris, Poitiers, Reims, Rouen et Toulouse,.
Le 2 août 2019, le préfet de Loire-Atlantique interdit toute manifestation au niveau du centre-ville de Nantes pour le samedi 3 août, alors que plusieurs appels à un rassemblement en hommage à Steve Caniço ont été lancés pour cette journée de samedi.
Celles-ci sont séparées en deux rassemblements, dont l'une est relayée par le média indépendant d'extrême gauche Nantes Révoltée et l'autre organisée par un collectif auquel se joindront des membres du mouvement des Gilets jaunes. Le premier hommage se déroule, le matin, à proximité de la grue Titan jaune, au bord de la Loire, le second se déroule l'après-midi en ville. La famille de Steve Caniço a déclaré ne participer à aucune de ces manifestations. Des affrontements seront constatés entre les forces de l'ordre et quelques manifestants à proximité du centre-ville et du château des ducs de Bretagne lors de la seconde manifestation. D’autres manifestations du même genre sont organisées, ce même jour, dans de grandes villes françaises dont Paris.
Selon ses organisateurs qui ont publié un communiqué dans un magazine spécialisé, la prochaine Techno Parade, prévue le 28 septembre 2019, à Paris, sera dédiée à la mémoire de l'homme.
Du 11 au 13 octobre 2019, un immense teknival est organisé illégalement en mémoire de Steve Maia Caniço, baptisé « Tek'Steve'All » et situé symboliquement près du centre de Nantes et en bord de Loire. Il rassemble sans incident notable entre 15 000 et 17 000 personnes selon la préfecture, et « au moins 17 000 » selon Presse-Océan,,.

Photos d'affiches « Où est Steve ? » posées sur des statues de la Place Royale à Nantes par un collectif lors de la recherche du corps
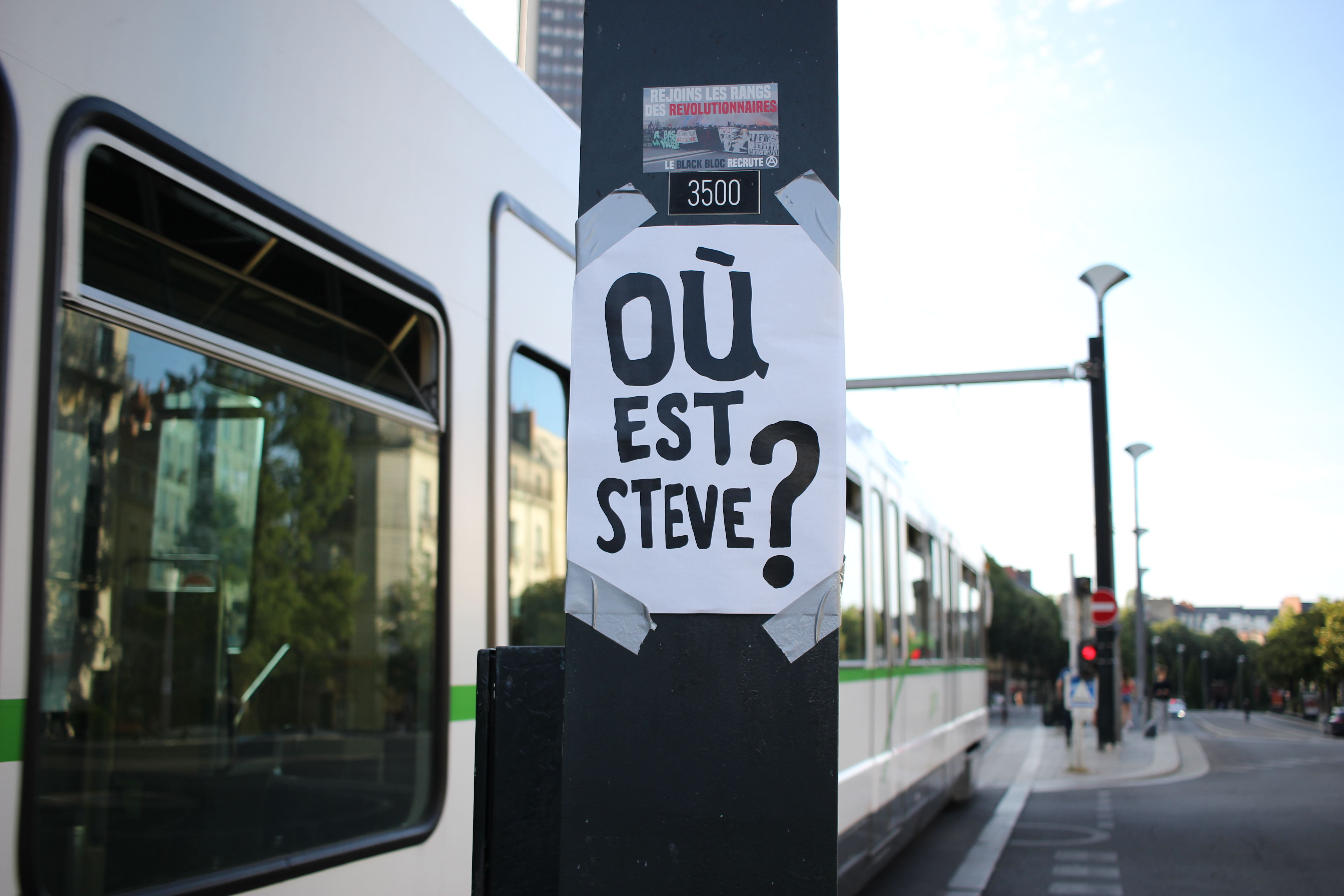
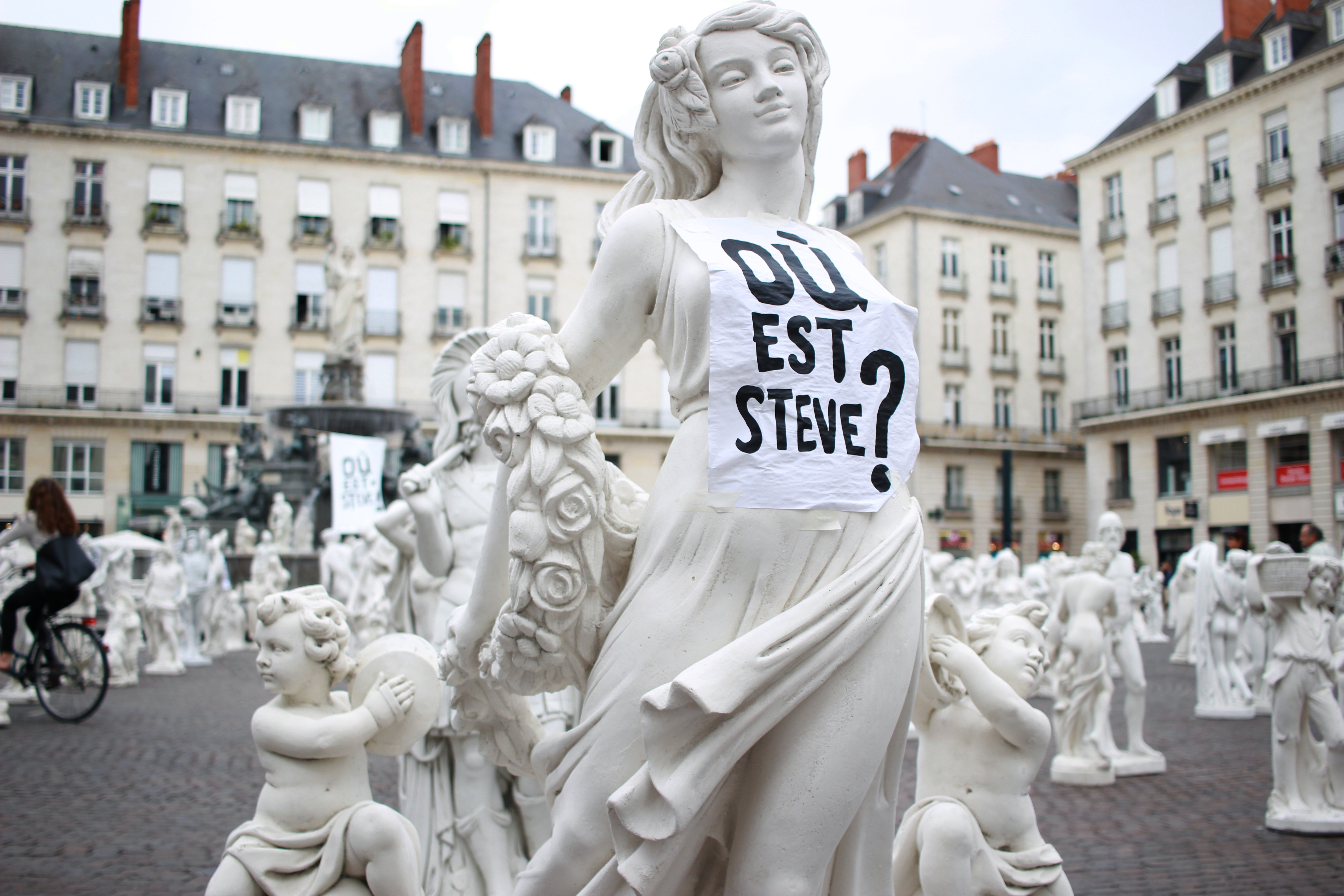
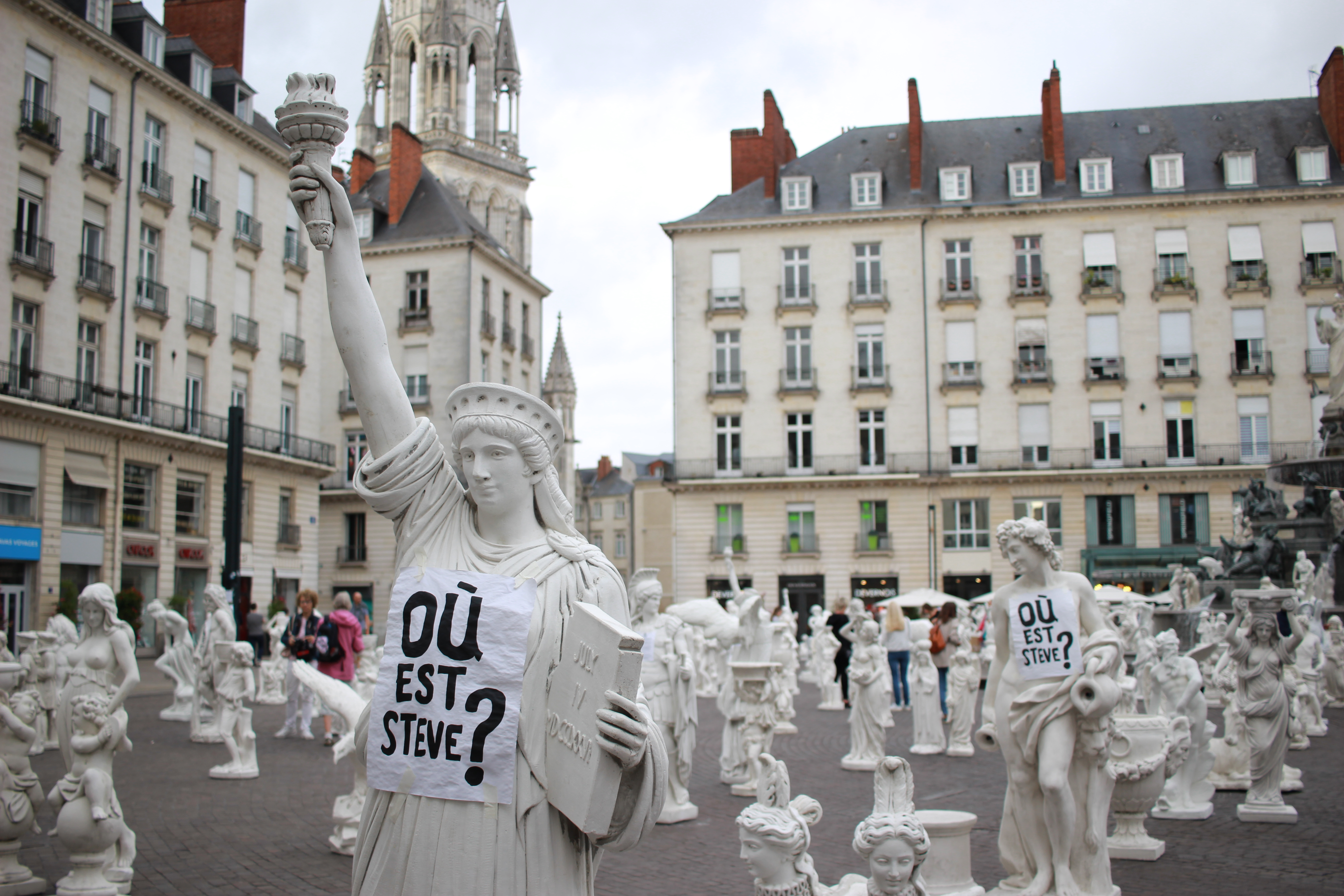

Jack Lang, fondateur de la Fête de la musique, dédie l'édition 2020 à Steve Maia Caniço.
Le 18 juin 2021, un millier de personnes participent à une fête non autorisée en hommage à Steve Maia Caniço. Après l'intervention de 400 gendarmes et plusieurs heures d'affrontement, la préfecture annonce que cinq gendarmes sont blessés et qu'un homme de 22 ans a perdu la main,. Amnesty International estime que cet évènement est « emblématique des dérives du maintien de l’ordre en France »,.

### Couverture médiatique
Évoquée dans la plupart des médias français de presse écrite, radiophonique et télévisuelle, l'affaire est également relatée dans le journal belge Le Soir, lors de la découverte du corps ainsi que dans le journal américain The New York Times qui évoque dans un article que cette affaire « attise la colère au sujet de l'usage de la force par la police française ».
La télévision publique belge francophone RTBF consacre également un reportage sur cette affaire dans son journal d'information dans la soirée du 29 juillet avec notamment la diffusion d'une interview de l'avocate de la famille de la victime.
Les sites du Daily Mail (Royaume-Uni) et du Mercury News (États-Unis) évoquent également cette affaire.

## Analyses et commentaires
Selon un article du Monde, publié avant la découverte du corps de Maia Caniço :
«  […] Si la mort de l’écologiste Rémi Fraisse, touché par le tir de grenade d’un policier en 2014 sur le site du projet de barrage de Sivens (Tarn), avait provoqué de vives tensions politiques lors du quinquennat de François Hollande, la disparition de Steve Maia Caniço ne fait réagir pour l’instant qu’à bas bruit, alors que le jeune homme pourrait devenir le deuxième mort lié à des violences policières du mandat d’Emmanuel Macron, après celle de Zineb Redouane, 80 ans, atteinte par une grenade lacrymogène à la fenêtre de son appartement marseillais lors d’une manifestation de « gilets jaunes » en décembre 2018. »

Deux jours après la découverte du corps, Mediapart titre : « Steve Maia Caniço, le mort de trop pour Emmanuel Macron » et argumente que : 
« l’usage excessif de la force discrédite moralement le mandat d’Emmanuel Macron » pour conclure que « des procureurs aux ordres du pouvoir à l’IGPN qui dédouane presque systématiquement les forces de l’ordre, c’est tout le système qui est à revoir. »
À la suite de cette affaire, Sébastian Roché, directeur de recherche au CNRS et sociologue spécialiste des questions policières et de sécurité, remet en cause le fonctionnement de l'IGPN et son modèle d'inspection interne. Selon lui, « il faut créer un organe indépendant, qui ne soit plus dépendant du ministre de l’Intérieur ».